# Nullmodell
Ein Nullmodell ist ein statistisches Modell, das auf der Nullhypothese aufgebaut wird.

## Erläuterungen
Das Nullmodell nimmt an, dass die beobachteten Daten rein zufällig entstanden sind, ohne ursächliche Abhängigkeit von Einflussfaktoren.
Das Nullmodell wird benutzt, um an den beobachteten Daten zu testen, ob eine Annahme über eine oder mehrere Einflussgrößen signifikant ist.
Bestätigt der Test das Nullmodell, ist das jedoch kein Beweis für die Richtigkeit des Nullmodells, sondern führt nur zur Ablehnung der Hypothese der vorher angenommenen Abhängigkeit.
Das Nullmodell kann nicht bewiesen, sondern nur widerlegt werden.
Die ausführliche mathematisch-formale Behandlung des Themas befindet sich im Artikel Statistischer Test.

## Beispiel
- Wirkliche Situation: Eine bestimmte Wahrsagerin behauptet, dass sie die Zukunft vorhersagen kann.
- Das dazu konstruierte Modell: Diese Wahrsagerin kann die Zukunft vorhersagen.
- Der Einflussfaktor: Das Vorherwissen der Zukunft.
- Die Hypothese: Durch den Einflussfaktor "Vorherwissen der Zukunft" kann das Testergebnis so beeinflusst werden, dass ein zukünftiges Ereignis richtig vorhergesagt werden kann.

Um diese Hypothese zu testen, wird ein dazu passendes Nullmodell aufgebaut:
- Das Nullmodell: Diese Wahrsagerin kann die Zukunft nicht vorhersagen.
- Der Einflussfaktor "Das Vorherwissen der Zukunft" ist nicht wirksam.
- Die Nullhypothese: Die Vorhersage und das Ereignis entstehen rein zufällig.

Für den Test nimmt man eine Urne mit zwei völlig gleichen Kugeln, nur dass eine der Kugeln weiß und die andere schwarz gefärbt ist.
Nun lässt man die Wahrsagerin vorhersagen, ob sie eine weiße oder eine schwarze Kugel ziehen wird und notiert ihre Antwort.
Dann lässt man die Wahrsagerin blind eine Kugel ziehen und notiert, ob die Vorhersage eingetroffen ist oder nicht.
Danach wird die Kugel wieder in die Urne zurückgelegt und die Kugeln werden gemischt.
Dieser Vorgang wird 100 mal wiederholt.
Jetzt werden zwei mögliche Ausgänge des Testes diskutiert:
1. Die Vorhersage ist in 100 Fällen eingetroffen.
In diesem Fall kann man mit hoher Wahrscheinlichkeit annehmen, dass die Hypothese zutrifft und dass das Modell "Diese Wahrsagerin kann die Zukunft vorhersagen" in Bezug auf das Vorherwissen der Zukunft die Wirklichkeit richtig widerspiegelt.
2. Die Vorhersage ist in 50 Fällen eingetroffen.
Dieses Ergebnis entspricht der Wahrscheinlichkeit der Nullhypothese, nämlich dem reinen Zufall eine weiße oder eine schwarze Kugel zu ziehen und das richtig vorher zu sagen.
Man kann in diesem Fall mit hoher Wahrscheinlichkeit annehmen, dass die Hypothese falsch war und das Modell "Diese Wahrsagerin kann die Zukunft vorhersagen" nicht der Wirklichkeit entspricht.
Hätte man kein Nullmodell gemacht und keine Nullhypothese aufgestellt und deren Wahrscheinlichkeit berechnet, dann hätte die Wahrsagerin sagen können: "Nun gut, meine Voraussagen stimmen nicht immer, aber in 50 Fällen sind sie doch immerhin eingetroffen! Das ist doch eine ganze Menge!"
Allerdings ist dieses Ergebnis auch kein Beweis für die Gültigkeit des Nullmodells, denn es könnte ja sein, dass viele andere, nicht berücksichtigte Einflussfaktoren, wie zum Beispiel: Wetter, Mondphase, Sternkonstellation, Atmosphäre usw. gewirkt haben und eine exaktere Voraussicht der Zukunft behindert haben.
In konkreten Fällen kann die Nullhypothese natürlich viel komplizierter aussehen und es kann viel schwieriger sein, die Wahrscheinlichkeit des Nullmodells zu berechnen.
Ein Beispiel für die ausführliche Berechnung der Wahrscheinlichkeit eines Nullmodells bietet George Pólya in seinem Artikel Eine Wahrscheinlichkeitsaufgabe in der Pflanzensoziologie.